# John Ford (écrivain)
Pour les articles homonymes, voir John Ford (homonymie) et Ford (homonymie).
Œuvres principales
- Dommage qu'elle soit une putain

John Ford, né en 1586 à Ilsington, dans le Devon, et mort dans le même comté vers 1640, est un poète, essayiste et dramaturge anglais. 

## Biographie
Il quitte sa famille vers l'âge de 16 ans pour Londres où il entre au Middle Temple, une prestigieuse faculté de droit, doublé d'un cénacle littéraire et théâtral réputé. Il y rencontre le jeune dramaturge John Marston. En raison de son statut de gentilhomme, il est probable que Ford n'ait jamais étudié le droit. Il pouvait se borner à fréquenter les cours de son choix et participer à toutes les activités qui lui plaisaient, comme le permettaient les règles en vigueur dans cette institution, dont il est toutefois expulsé au printemps 1606 en raison de problèmes financiers. Il se met alors à écrire des ouvrages de commande et gagne suffisamment d'argent pour y être admis de nouveau en juin 1608.
Avant d'écrire pour le théâtre, il compose Christ's Bloody Sweat (1613), un long poème religieux, et des pamphlets en prose, témoignages de l'intérêt du jeune écrivain à fustiger les autorités politiques et religieuses de son temps. Il fait ensuite son apprentissage de l'écriture dramatique en collaborant à la composition de plusieurs pièces. Il signe notamment, avec les dramaturges Thomas Dekker et William Rowley, La Sorcière d'Edmonton (1621), une pièce inspirée d'un événement contemporain : l'exécution pour sorcellerie d'Elizabeth Sawyer. Cette tragédie, où la sorcière d'un village d'Angleterre est l'objet de la vindicte des bien-pensants, permet surtout aux auteurs d'aborder le sujet délicat de la bigamie. Comme d'autres pièces écrites par John Ford seul à partir de la fin des années 1620, cette œuvre, parce qu'elle oppose une héroïne combative et soucieuse d'affirmer sa liberté fait souvent considérer ce dramaturge comme un grand défenseur de la liberté des femmes, alors qu'il s'intéresse surtout à l'exploration de psychopathologie. Ainsi, dans Perkin Warbeck, pièce écrite vers 1629, qui met en scène ce prétendant à la couronne d'Angleterre pendant le règne du roi Henri VII, Perkin Warbeck, le héros de ce drame historique, considéré comme le meilleur de la période, juste derrière ceux de Shakespeare dans un « genre [pourtant] délaissé depuis 1600 », emporte la sympathie du spectateur et s'élève à une évidente noblesse lors de son exécution, bien que la chronique officielle et l'opinion générale en aient fait un vil imposteur. Le Cœur brisé, écrite vers 1625, fait revivre la Grèce antique de Sparte. Soucieux de ses intérêts politiques, le jeune général Ithoclès entend imposer à sa sœur Penthea un mariage avec Bassanes, un noble aussi puissant que tyrannique. Mais la jeune fille veut épouser Orgilus, et ces deux amoureux ne reculeront devant rien pour parvenir à leur fin. Les protagonistes, apparemment sans foi ni loi, conservent néanmoins ici un sens de l'honneur et une allure héroïque en dépit d'un récit dramatique où l'accumulation d'effets spectaculaires et sensationnels (déguisements, meurtres, banquets, mort volontaire de Penthea par anorexie), parvient à éviter le mélodrame.  
John Ford est aujourd'hui considéré comme « le plus grand auteur tragique anglais pendant le règne de Charles Ier » et « le dernier et le plus moderne des grands dramaturges » du théâtre élisabéthain. Ses pièces opposent fréquemment, d'une part, des conflits entre des passions amoureuses scandaleuses et l'étroite morale de son temps et, d'autre part, l'impunité dont jouissent des tenants du pouvoir incompétents, irresponsables et corrompus. Il laisse en apparences le soin au spectateur de juger lequel des deux agissements est le plus répréhensible, bien que l'intrigue fasse pencher la balance en faveur des relations amoureuses interdites contre les responsables de tractations politiques douteuses. Connu pour son non-respect des règles du tragique, selon les normes édictées par Shakespeare et ses contemporains qu'il a lus, mais qu'il n'imite pas, il « transforme leurs personnages, leurs situations et leurs thèmes » et préfère l'expression brute du vrai à la bienséance lénifiante. 
Sa pièce la plus connue, Dommage qu'elle soit une putain (1626), un drame familial où est exposé un inceste entre frère et sœur, a pour toile de fond la corruption des autorités politiques et religieuses de la ville de Parme. « Le sujet est traité de manière à faire apparaître à la fois sublime et horrible un amour total opposé à une médiocrité générale ». La pièce se clôt sur une sentence proférée par un cardinal véreux. Or, ce Dommage qu'elle soit une putain !, qui se veut une condamnation évidente dans la bouche du prélat hypocrite, « le spectateur ne peut [y] accorder foi. Cette tragédie baroque, l'une des plus flamboyantes de la période, est de celles qui parlent le plus à notre modernité comme en atteste son succès à la scène ». 
Outre ses tragédies, dont plusieurs sont malheureusement perdues, John Ford a également laissé deux masques allégoriques : The Sun's Darling (1624) et The Fancies Chaste and Noble (vers 1635).

## Œuvre

### Poésie
- Fame's Memorial (vers 1606)
- Christ's Bloody Sweat (1613)

### Essais
- Honour Triumphant (vers 1606)
- The Golden Mean (1613)
- A Line of Life (1620)

### Théâtre

#### Pièces d'attribution certaine
- The Witch of Edmonton (écrite en 1621 ; publication posthume en 1658), en collaboration avec Thomas Dekker et William Rowley Publié en français sous le titre La Sorcière d'Edmonton, dans Théâtre choisi, traduit par Ernest Lafond, 1856 Publié en français sous le titre La Sorcière d'Edmonton, traduit par Jean-Pierre Villquin, dans Théâtre élisabéthain, vol. 2, Paris, Gallimard, « Bibliothèque de la Pléiade » no 556, 2009
- The Sun's Darling (écrite en 1624; publication posthume en 1656), en collaboration avec Thomas Dekker
- The Broken Heart (écrite vers 1625 ; publication en 1633) Publié en français sous le titre Le Cœur brisé, dans Théâtre choisi. Contemporains de Shakespeare, traduit par Ernest Lafond, Hetzel, 1856 Publié en français sous le titre Le Cœur brisé, traduit par Georges Pillement, Paris, Aubier, 1960
- 'Tis Pity She's a Whore (écrite en 1626 ; publication en 1633) Publié en français sous le titre Dommage qu'elle soit une putain, dans Théâtre choisi, traduit par Ernest Lafond, 1856 Publié en français sous le titre Annabella, traduit et adapté par Maurice Maeterlinck, Paris, P. Ollendorff, 1895 Publié en français sous le titre Dommage qu'elle soit une p..., traduit par Georges Pillement, Paris, Guy le Prat, 1947 Publié en français sous le titre Dommage qu'elle soit une p..., traduit par Georges Beaume, Paris, Paris-théâtre no 171, 1961 Publié en français sous le titre C'est pitié qu'elle soit une putain, traduit par Christiane Barry, dans L'Avant-scène théâtre no 565, 1975 Publié en français sous le titre C'est pitié qu'elle soit une putain, traduit par Julien Baril, Jamila el Idrissi et Eric Andrieu, Avignon, Compagnie des petits carreaux, 1995 Publié en français sous le titre Dommage que ce soit une putain, traduit par Jean-Michel Déprats, Paris, Gallimard, « Folio théâtre » no 51, 1998 Publié en français sous le titre Dommage qu'elle soit une putain, adapté par Jérôme Savary, Arles, Actes Sud. Papiers, 1999 Publié en français sous le titre Dommage qu'elle soit une putain, traduit par Marion Bernède et Yves Beaunesne, Besançon, Les Solitaires intempestifs, « Traductions du XXIe siècle », 2006 Publié en français sous le titre Dommage qu'elle soit une putain, traduit par Robert Ellrodt, dans Théâtre élisabéthain, vol. 2, Paris, Gallimard, « Bibliothèque de la Pléiade » no 556, 2009
- The Lover's Melancholy (1626 ; publication en 1633)
- Perkin Warbeck (vers 1629 ; publication en 1634), en collaboration probable avec Dekker
- Love's Sacrifice (vers 1630 ; publication en 1633) Publié en français sous le titre Le Sacrifice d'amour, traduit par Georges Pillement, Paris, La Renaissance du livre, 1956
- The Fancies Chaste and Noble (vers 1635 ; publication en 1638)
- The Lady's Trial (1638 ; publication en 1639)

#### Pièces d'authenticité douteuse
- The Queen (vers 1621 ; publication posthume en 1653)
- The Spanish Gypsy (écrite en 1623 ; publication posthume en 1653)

#### Pièces en collaboration d'authenticité douteuse
- The Laws of Candy
- The Welsh Ambassador
- The Fair Maid of the Inn

#### Pièces perdues
- The Royal Combat
- Beauty in a Trance
- The London Merchant, en collaboration avec Thomas Dekker
- The Bristol Merchant, en collaboration avec Thomas Dekker
- The Fairy Knight, en collaboration avec Thomas Dekker
- Keep the Widow Waking, en collaboration avec William Rowley et John Webster

## Sources
- F. E. Halliday. A Shakespeare Companion Baltimore, Penguin, 1964
- Terence P. Logan et Denzell S. Smith. The Later Jacobean and Caroline Dramatists: A Survey and Bibliography of Recent Studies in English Renaissance Drama, Lincoln, University of Nebraska Press, 1978
- Mark Stavig. John Ford and the Traditional Moral Order. Madison, University of Wisconsin Press, 1968